# Robert Henry Dick

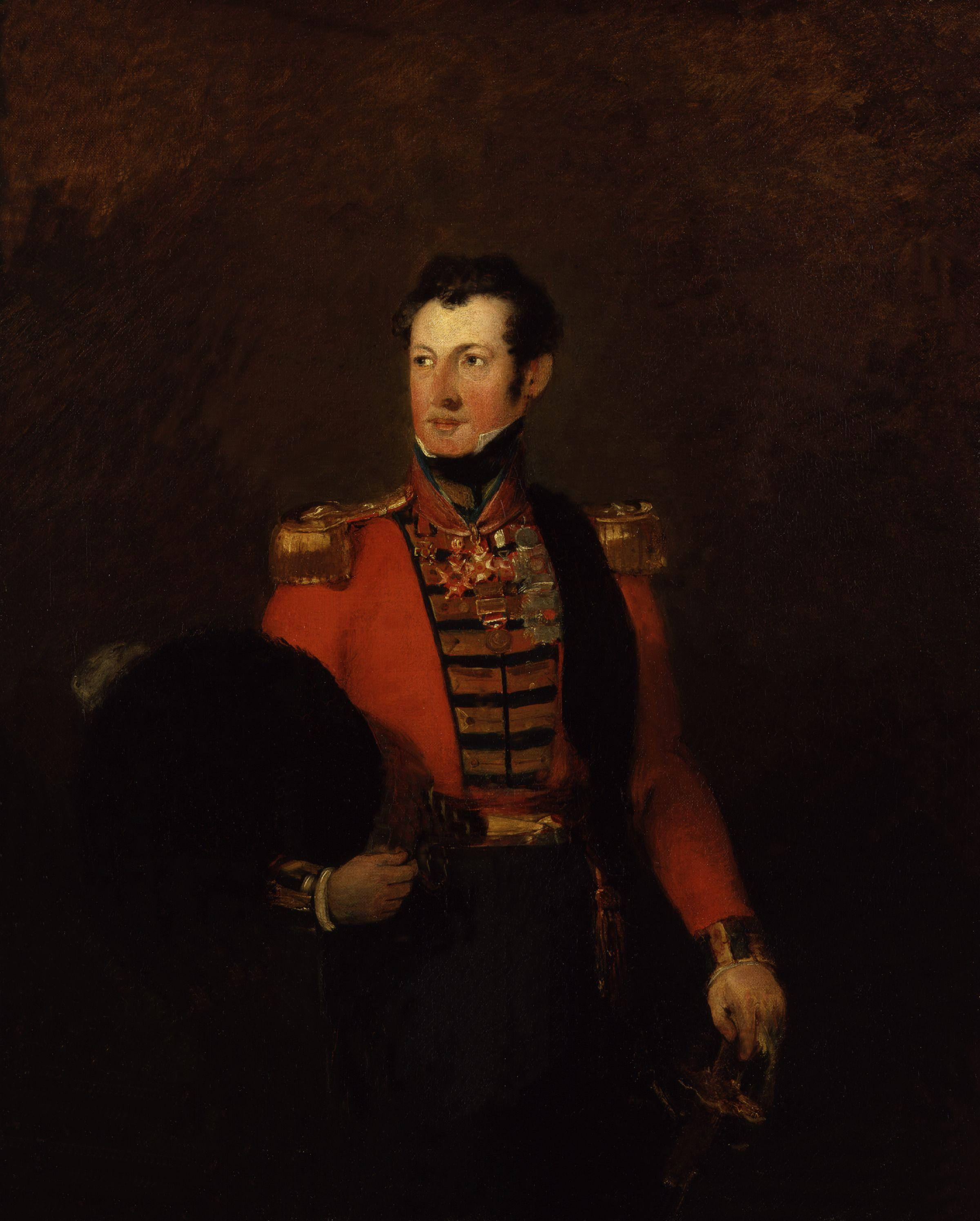
Sir Robert Henry Dick

Sir Robert Henry Dick KCB, KCH (* um 1785 in Britisch-Indien; † 10. Februar 1846 in Sobraon) war ein britischer Generalmajor.

## Leben
Dick wurde um 1785 als Sohn eines Arztes in Britisch-Indien geboren und trat am 22. November 1800 als Ensign eines Infanterieregiments in die britische Armee ein. Am 27. Juni 1802 wurde er zum Lieutenant befördert, am 17. April 1804 zum Captain.
1806 nahm er an der britischen Intervention auf Sizilien teil und wurde in der Schlacht von Maida verwundet. 1807 kämpfte er während der Alexandria-Expedition unter General Alexander Mackenzie-Fraser und wurde bei Rosette erneut verwundet.
Am 24. April 1808 wurde Dick zum Major ernannt. Im Juni 1809 verlegte er nach Portugal, wo er im Spanienfeldzug unter anderem an den Schlachten von Buçaco, Torres Vedras, Fuentes de Oñoro, Ciudad Rodrigo, Salamanca und der Belagerung von Burgos teilnahm. Für seine Verdienste war er am 8. Oktober 1812 zum Brevet-Lieutenant-Colonel befördert und als Companion in den Bath-Orden (CB) aufgenommen worden. Nach dem Ersten Pariser Frieden wurde Dick 1815 nach Flandern versetzt.
Während der Herrschaft der Hundert Tage nahm Dick in Brüssel am Ball der Herzogin von Richmond teil und wurde am Tag darauf in der Schlacht bei Quatre-Bras schwer verwundet, kämpfte aber dennoch in der Schlacht bei Waterloo. Für seine Tapferkeit bei Waterloo wurde er rückwirkend zum 18. Juni 1815 zum vollen Lieutenant-Colonel befördert.
Am 27. Mai 1825 wurde er Colonel und wurde bald danach unter Halbsold vom Armeedienst freigestellt. 1832 wurde er als Kommandeur des Guelphen-Orden (KCH) ausgezeichnet. Am 10. Januar 1837 wurde er zum Major-General befördert und wurde im Jahr darauf als Knight Commander des Bath-Ordens geadelt. Ab 1838 diente Dick in Britisch-Indien auf verschiedenen Generalsposten. 1845 erhielt er das Amt des Colonel des 73rd (Highland) Regiment of Foot.
Nach Ausbruch des Ersten Sikh-Kriegs folgte er dem in der Schlacht von Mudki getöteten General John McCaskill als Kommandeur der 3. Infanterie-Division nach. Er kam erst am 10. Februar 1846 in der Schlacht von Sobraon – der letzten Schlacht des Kriegs – zum Einsatz. Hier führte er den Hauptangriff an der linken Flanke an und wurde tödlich verwundet. Dick verstarb um 18 Uhr am gleichen Abend und wurde am nächsten Tag in Firozpur beigesetzt.